# Literatura romàntica
La literatura romàntica, part d'un moviment més gran de la història de les idees que abasta tan diverses disciplines de les arts com tota una nova visió del món i una filosofia, anomenat Romanticisme és la que es va donar a Europa, des de les darreres dècades 
del segle xviii fins al segle xix.

## Característiques bàsiques
Existeix un punt comú en totes les variants del romanticisme, i és que la imaginació individual n'és l'autoritat crítica, i aquesta nova llibertat permet als autors del moment l'exploració d'un ampli ventall de sentiments i sensacions, des dels passionals fins als d'angoixa profunda, dins o més enllà de les formes establertes. Un dels seus trets més característics, doncs, és el predomini del sentiment trepidant i de la passió sobre la raó, cosa que es veu en l'exaltació de la 
individualitat, la narració d'amors impossibles i malenconiosos o la identificació de l'ànima amb el paisatge salvatge i desordenat, alhora que s'obre la porta a noves convencions i gèneres com ara el terror i formes d'entendre l'existència humana. Una altra característica és la recerca de l'originalitat, el geni creador, l'admiració per l'artista que trenca amb les convencions de la burgesia i dona veu als herois, als artistes, o als individus rebels i marginals, les 
vides i desitjos dels quals estan invariablement predisposats a xocar frontalment amb els d'aquells que els envolten, i solen estar abocats a la tragèdia.
Els escriptors rebutgen la realitat que els envolta i per això sovint ambienten les seves obres en països orientals (orientalisme), exòtics o en el passat, sobretot a l'edat mitjana, de la qual n'ofereixen una visió enaltida.

## Orígens
Alguns autors citen la poetessa renaixentista Isabella di Morra com una precursora de la literatura romàntica. No obstant la influència petrarquista del període on l'amor era el tema principal, ella va escriure poemes sobre la solitud i el dolor existencial, anticipant els temes que seran tractats per poetes romàntics.
La literatura romàntica pròpiament dita es va originar a l'Alemanya amb el moviment "Sturm und Drang" i va suposar una reacció contra la literatura neoclàssica i molts dels preceptes de la Il·lustració.
Tot i que es va donar en tots els gèneres literaris, va ser més evident a la poesia, ja que el gènere líric és l'idoni per expressar aquesta nova galeria de visions tempestuoses. Cal buscar, però, els orígens estilístics del gènere en la mateixa etimologia del mot. El mateix terme romàntic prové de la paraula "romanç", que s'havia fet servir per descriure el tipus de llargues narracions de l'edat mitjana que solen veure com a precursores de l'estil. Carlemany, Alexandre el Gran i el Rei Artús foren les figures centrals de "cicles" de romanços i novel·les de l'època que foren notables en el seu peculiar ús d'elements màgics i una visió distintiva de característiques personals com l'honor i el valor, així com generalment el seu idealisme i la recerca d'un "nou món". Segles més endavant, un reviscut gust pel macabre, l'exòtic i l'emoció sinistra i nostàlgica de les ruïnes gòtiques i medievals varen propiciar la resurrecció d'aquestes narracions i el seu contingut, per començar a formar un subgènere conegut com a literatura gòtica, que comença amb el relat El castell d'Otranto de Horace Walpole, l'any 1764.
Dins de la literatura anglesa, extremament vital en aquest període, Coleridge i Wordsworth, foren els veritables arquitectes del moviment, que va començar amb les seves Balades Líriques el 1798, però la revifalla del romanç en el sentit més estricte de la paraula va ser precedit per un nou culte a la sensibilitat. El moviment del món germànic Sturm und Drang (literalment "tempesta i impuls" en llengua alemanya), al qual ja ens hem referit, és generalment conegut per les aportacions al drama dels escriptors Friedrich Schiller i les primeres obres de Goethe, particularment la seva obra Götz von Berlichingen, relat d'un cavaller medieval que es resisteix a qualsevol autoritat que no sigui la seva pròpia (1773) i la seva novel·la Les penes del jove Werther, que va tenir un impacte internacional quan fou publicada. Aquesta també tractava d'un individu que sentia fortes contradiccions entre el seu propi món interior d'intens sentiment i dolor, i el món exterior que mai no el corresponia. Werther, embogit de dolor, finalment es suïcida. En les seves darreres obres, però, Goethe va rebutjar el romanticisme en favor d'un nou tipus de percepció de l'harmonia clàssica.
En llengua anglesa, el terme Romantick, també expressava experiències de culpa i d'invariable incapacitat d'arribar a abraçar valors nobles, però en termes aliens als que tradicionalment els col·loca el cristianisme. Aquests sentiments tan forts de lluita, visió i de l'existència omnipresent de forces fosques sembla més apropiada per als valors imperants de l'edat mitjana que pel període en el qual el romanticisme té lloc. A Alemanya i França, Johann Gottfried Herder exaltava el teatre de William Shakespeare perquè oferia nous models que no s'adherien del tot a les convencions clàssiques aristotèliques, tan influents en el període anterior. Aparegueren traduccions prosaiques del dramaturg anglès en altres llengües, fent les seves obres disponibles al públic estranger, i aviat noves traduccions de caràcter més intens, fetes per August Schlegel (publicades dels anys 1797 al 1801 varen fer Shakespeare popular a tot arreu del món de parla alemanya, i varen promoure les seves obres com l'epítome de la sensibilitat romàntica.
A Rússia el romanticisme va suposar una revolució lingüística, ja que va servir per començar a cultivar la llengua russa i a autoritzar-la per fer-la servir com a llengua literària culta. L'artífex principal d'aquesta nova tendència fou Aleksandr Puixkin, fortament influït pel romanticisme francès juntament amb nombrosos seguidors i imitadors. La seva influència literària, però, no es va limitar als altres autors del període, sinó que hi va perdurar més d'un segle.
Mentre que tots aquests precursors expliquen parcialment la fascinació dels romàntics pels segles medievals, els plaers derivats de les emocions intenses i de l'emoció de la determinació més intensa, la veritable expressió del mateix moviment romàntic es correspongué amb el sentit del canvi social ràpid i dinàmic que va culminar en moments dramàtics com la Revolució Francesa i l'era Napoleònica. Així doncs, seguint amb els canvis que anaren succeint durant el segle xix, la recerca del passat, i de la identitat històrica varen ser factors claus en la següent evolució del moviment. Dit això, cal dir que la literatura romàntica al que avui és Alemanya va precedir tots aquests fets històrics, i que els va transcendir.

## La poesia del moviment romàntic
A la Gran Bretanya, el poeta escocès James Macpherson va influenciar el primer desenvolupament del Romanticisme a l'Europa insular amb el seu cicle de poemes "Ossian", història d'Oisín, guerrer dels fianna en la mitologia irlandesa, publicat el 1762 que va ser font de gran inspiració tant per Goethe com pel jove Walter Scott. Robert Burns, l'altre gran poeta escocès, esdevingut el seu autor nacional, escrigué en llengua escocesa i 
fou un dels grans inspiradors del nacionalisme escocès i de l'adveniment principis de moviments polítics com el socialisme i el liberalisme.
Una primerenca influència alemanya vingué de Johann Wolfgang von Goethe, amb la seva novel·la Les penes del jove Werther, que va provocar molts casos de joves de tot Europa volent emular les accions i sentiments del seu protagonista, un artista de temperament sensible i apassionat. En aquell temps, Alemanya era formada per un bon nombre d'estats separats i independents els uns dels altres, i les obres de Goethe varen servir per conformar una base per a un sentiment nacionalista unificador als països de parla alemanya. L'obra Faust (1808-1832), parla de com l'home pot adquirir massa coneixement, de com l'home pot pactar amb el diable per accedir a aquest coneixement, i de com l'home es pot moure d'una experiència humana a una altra sense mai trobar la satisfacció.
La poesia romàntica es va popularitzar amb els anomenats grans sis a Anglaterra: William Blake, Lord Byron, Samuel Taylor Colleridge, Percy Shelley, William Wordsworth i John Keats.
En termes estilístics, la poesia romàntica cerca una nova llibertat no només temàtica, sinó també de formes, i intenta crear un efecte veritablement emocional en el lector, així com l'ús de fonts mítiques i tradicionals.

## Romanticisme iRenaixençaals Països Catalans
Catalunya durant aquest període encara es trobava en la decadència, i la llengua catalana produïa molt poques obres i de qualitat dubtosa. Les primeres obres romàntiques catalanes (poc remarcables) foren en castellà, però amb l'adveniment del nacionalisme i de la nova consciència de nació, llengua i història que va envair Europa durant l'època, l'ús del català va començar a esdevenir un fet durant el moviment d'inspiració romàntica anomenat Renaixença. Els autors més importants d'aquest període foren Bonaventura Carles Aribau, i sobretot, Jacint Verdaguer, que va compondre dos poemes èpics fundacionals, L'Atlàntida i Canigó.

## Llista d'autors per llengua i nacionalitat

### Romanticisme alemany
- Joseph von Eichendorff
- Johann Gottlieb Fichte
- Johann Wolfgang von Goethe
- Heinrich Heine
- E.T.A. Hoffmann
- Friedrich Hölderlin
- Heinrich von Kleist
- Adam Müller
- Novalis
- Friedich Vanden
- Friedrich Wilhelm Joseph von Schelling
- Friedrich von Schiller
- August Schlegel
- Friedrich Schlegel
- Friedrich Schleiermacher
- Ludwig Tieck
- Ludwig Uhland
- Wilhelm Heinrich Wackenroder

### Romanticisme anglès
- William Blake
- Lord Byron
- John Clare
- Samuel Taylor Coleridge
- John Keats
- Percy Shelley
- Charlotte Smith
- Horace Walpole
- William Wordsworth
- Thomas de Quincey

### Romanticisme brasiler
- Álvares de Avezedo
- Castro Alves

### Romanticisme castellà
- Gustavo Adolfo Bécquer
- José de Espronceda
- Mariano José de Larra
- José Zorrilla
- Juan Eugenio Hartzenbusch

### Romanticisme català (autors de la Renaixença)
- Bonaventura Carles Aribau
- Joaquim Rubió i Ors
- Víctor Balaguer
- Serafí Pitarra
- Jacint Verdaguer
- Àngel Guimerà

### Romanticisme escocès
- Robert Burns
- James Macpherson
- Walter Scott

### Romanticisme francès
- Victor Hugo
- Alphonse de Lamartine
- Alfred de Musset
- Gérard de Nerval
- Charles Nodier
- Madame de Staël
- Alfred de Vigny

### Romanticisme gallec
- Rosalía de Castro

### Romanticisme hongarès
- János Arany
- Károly Kisfaludy
- Sándor Petőfi
- Mihály Vörösmarty

### Romanticisme italià
- Ugo Foscolo
- Giacomo Leopardi
- Alessandro Manzoni

### Romanticisme nord-americà
- Washington Irving
- Henry Longfellow
- Edgar Allan Poe
- Henry David Thoureau

### Romanticisme noruec
- Olav Aukrust

### Romanticisme polonès
- Feliks Bernatowicz
- Ryszard Berwiński
- Stanisław Bogusławski
- Kazimierz Brodziński
- Antoni Czajkowski
- Michał Czajkowski
- Adam Jerzy Czartoryski
- Jan Czeczot
- Franciszek Salezy Dmochowski
- Gustaw Ehrenberg
- Aleksander Fredro
- Antoni Gorecki
- Seweryn Goszczyński
- Klementyna Hoffmanowa
- Antoni Malczewski
- Teodor Tomasz Jeż (Zygmunt Miłkowski)
- Kajetan Koźmian
- Zygmunt Krasiński
- Józef Ignacy Kraszewski
- Teofil Lenartowicz
- Jadwiga Łuszczewska
- Adam Mickiewicz
- Maurycy Mochnacki
- Cyprian Kamil Norwid
- Wincenty Pol
- Mieczysław Romanowski
- Henryk Rzewuski
- Lucjan Siemieński
- Juliusz Słowacki
- Władysław Syrokomla
- Kornel Ujejski
- Maria Wirtemberska
- Tomasz Zan
- Narcyza Żmichowska

### Romanticisme portuguès
- Manuel Maria Barbosa du Bocage
- Almeida Garrett
- Alexandre Herculano

### Romanticisme romanès
- Mihai Eminescu

### Romanticisme rus
- Mikhaïl Lermontov
- Aleksandr Puixkin
- Fyodor Tyutchev
- Vegeu també: Segle d'or de la literatura russa

### Romanticisme suec
- Erik Johan Stagnelius

### Romanticisme txec
- Karel Hynek Macha

### Romanticisme ucraïnès
- Taras Shevchenko